# Indische schreeuwarend
De Indische schreeuwarend (Clanga hastata synoniem: Aquila hastata) is een middelgrote, donkere arend. Deze soort werd in 1834 door de Franse natuuronderzoeker  René Primevère Lesson als aparte soort beschreven, maar sinds het begin van de 20ste eeuw tot 2002 als ondersoort beschouwd van de 'gewone' schreeuwarend (Aquila pomarina hastata) en daarna (weer) als aparte soort in het geslacht Clanga. 

## Verspreiding en leefgebied
De Indische schreeuwarend is een arend van half open gebieden met stukken bos, extensief gebruikt agrarisch landschap en draslanden omringd door bos. De vogel is schaars. De grootte van de populatie wordt geschat op 3,5 tot 15 duizend individuen. 

## Status
Er is weinig bekend over deze soort, maar er is aanleiding te veronderstellen dat de Indische schreeuwarend in aantal 
achteruit gaat door ontbossingen, intensivering van de landbouw en verstedelijking. Om deze redenen staat deze arend als kwetsbaar op de Rode Lijst van de IUCN.

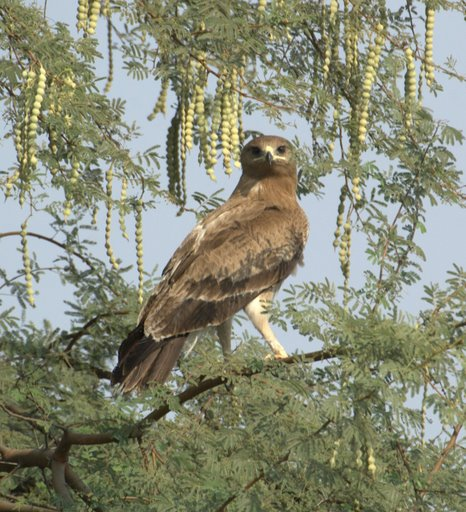
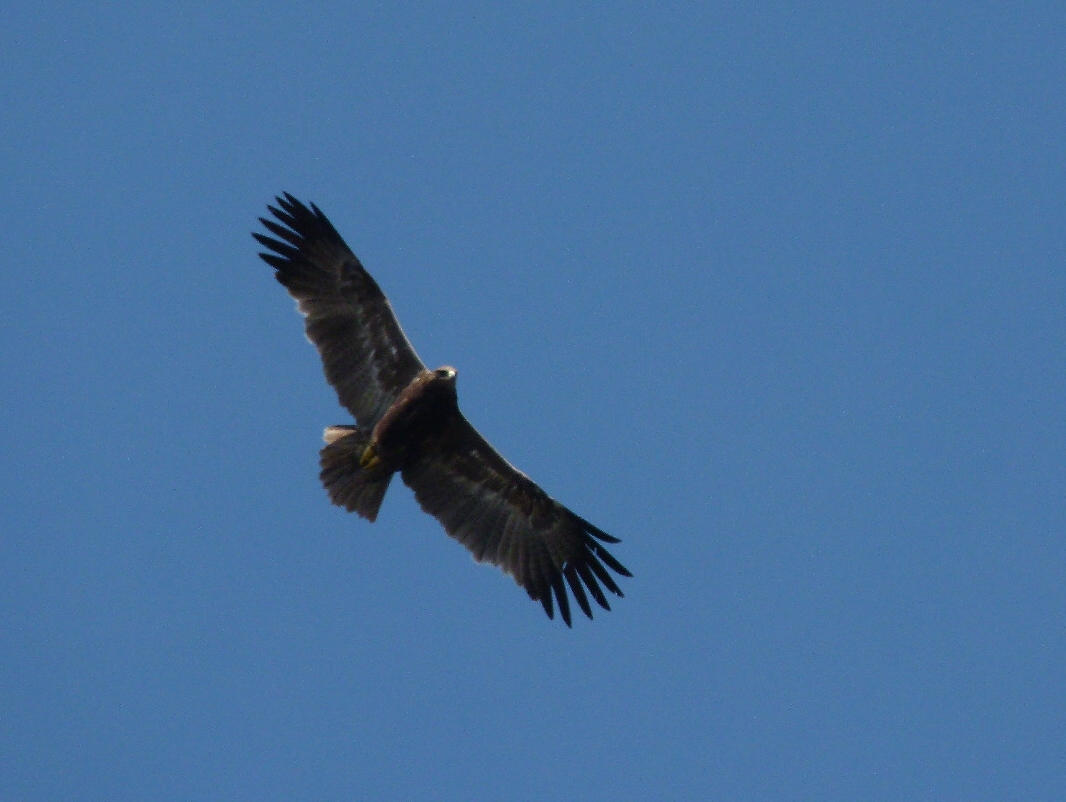